# 西关站 (兰州市)
西关站是一个位于中国甘肃省兰州市城关区临夏路街道的临夏路、张掖路与中山路交叉口地下，属于兰州轨道交通1号线的地铁车站，于2019年6月23日开通。

## 车站结构

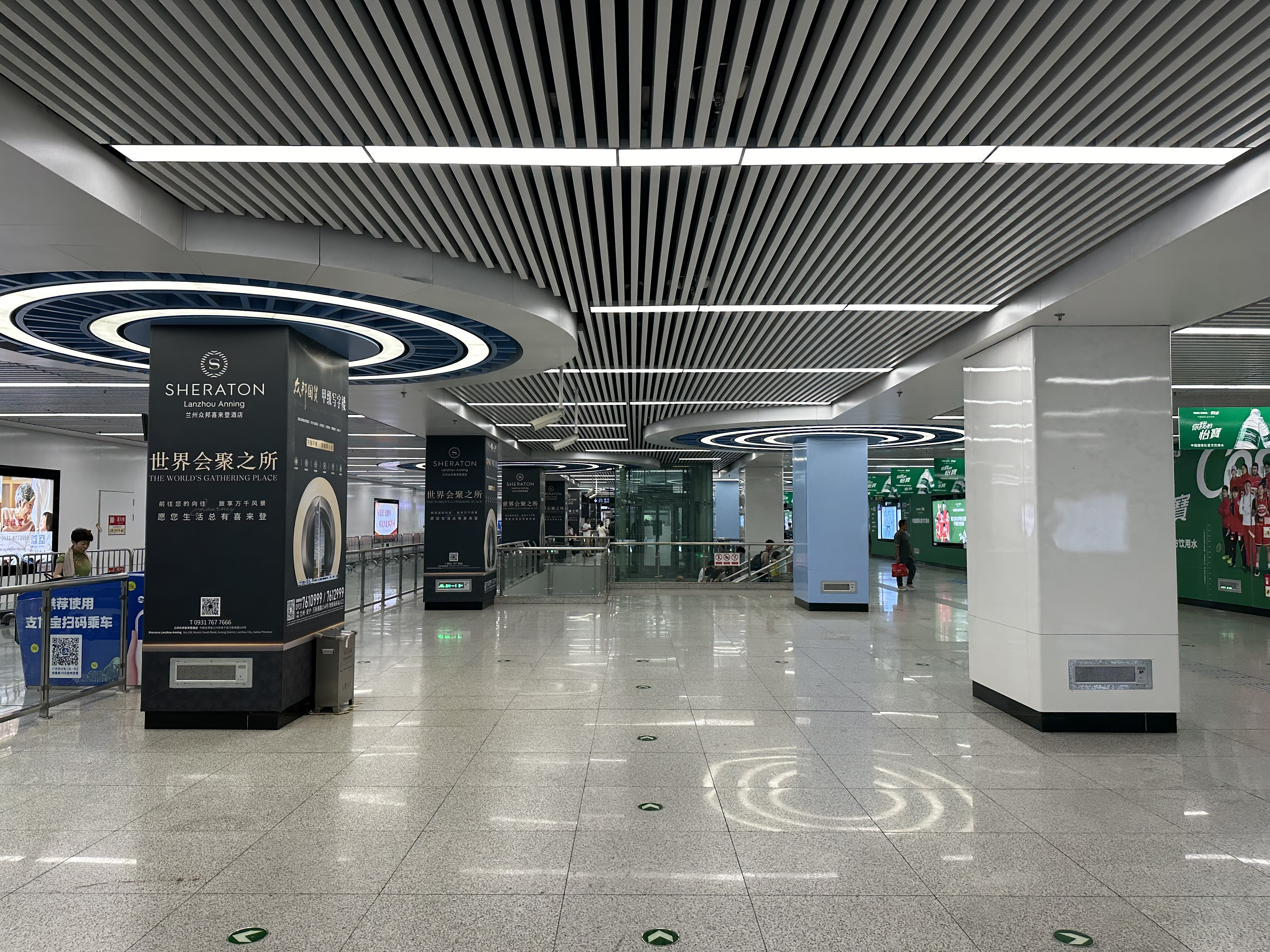
站厅

西关站沿临夏路、张掖路设置，为地下四层岛式站台车站，车站长263.7米，标准段宽21.7米，车站地下一层、地下二层为商业层，地下三层为站厅层，地下四层为站台层。
| 地面              | 出入口 | B-D出入口                                                                                               |
| 地下一层          | 商业层 | |
| 地下二层          | 商业层 | |
| 地下三层          | 站厅   | 客服中心、自动售票机、验票机                                                                            |
| 地下四层          | 站台层 | \| \| \| █ 1号线往陈官营（文化宫） \| \| 島式 · 開左邊车门 \| \| \| \| \| \| █ 1号线往东岗（省政府） \| |
|                   |        | █ 1号线往陈官营（文化宫）                                                                               |
| 島式 · 開左邊车门 |        | |
|                   |        | █ 1号线往东岗（省政府）                                                                                 |

## 车站出口
西关站共设4个出口，同时，车站在临夏路南北两侧地下人行通道各设有两处出入口联通车站C口通道，各出口及周围设施如下所示：
| 编号                    | 建议前往的目的地 | 照片 | 无障碍设施 |
| ----------------------- | ---------------- | ---- | ---------- |
| B · 出口                | 萃英门北侧       |      | 不適用     |
| C · 1 · 出口            | 临夏路南侧       |      | 不適用     |
| C · 2 · 出口 · （设有） | 临夏路南侧       |      |            |
| D · 出口                | 张掖路南侧       |      | 不適用     |
| 图例： 设有             |                  |      |            |

## 接驳交通

### 公交车
- 西关什字：1路、4路、9路、15路、21路、31路、33路、37路、50路、56路、71路、74路、82路、83路、84路、105路、106路、107路、109路、111路、115路、116路、123路、130路、135路、136路、138路、139路、140路、142路、143路、153路、K102路、Y2路

## 车站历史
本站建设时期工程名为西关什字站，开通前正式命名为西关站。
- 2016年1月15日，车站主体结构封顶[2]。
- 2019年6月23日，车站随1号线一期工程通车开通[1]。
- 2023年6月30日，车站地下过街通道投入使用[3]。